# Vulcano Amukta
Il Vulcano Amukta è uno stratovulcano integro che costituisce quasi per intero l'omonima isola, nelle Aleutine.
L'edificio vulcanico si presenta come un cono molto regolare, non eroso dai ghiacci e con un cratere sommitale di circa 400 m di diametro.